# 東広島市立入野小学校
東広島市立入野小学校（ひがしひろしましりつ にゅうのしょうがっこう）は、広島県東広島市入野中山台四丁目にある市立小学校。

## 概要
東広島市の東部にある。2001年に、校舎の老朽化などの理由で現在地に移転した。

## 沿革
- 1877年10月 - 入野本校、入野東校、入野南校を創立。
- 1886年3月 - 上の3校を統合し、入野尋常小学校と称す。
- 1893年10月 - 高等科を併設し、入野尋常高等小学校と改称。
- 1953年3月 - 校章制定。
- 1955年12月 - 校歌制定。
- 1999年11月 - 中山台への移転が決まる。
- 2001年4月 - 移転完了、開校・落成式挙行。
- 2005年2月 - 町合併により東広島市立入野小学校と改称。
- 2010年10月 - 学校周辺に住居表示が実施される。これに伴い、所在地が「東広島市河内町入野」から「東広島市入野中山台四丁目」に変更される[1]

## 学校行事
- 4月 - 入学式、遠足
- 5月 - 運動会、修学旅行
- 11月 - 学習発表会
- 3月 - 卒業式

## 通学区域
- 東広島市
  - 河内町入野
  - 入野中山台
  - 河内臨空団地

## 進学先中学校
- 東広島市立河内中学校

## 周辺
- 竹林寺